# كوتشي (كوتشي)
مدينة كوتشي (بالإنجليزية: Kōchi)‏ هي أحد المدن التابعة لمحافظة كوتشي. تأسست رسميًا في 1889-04-01. ويقدر عدد سكانها بـ 342944 نسمة حسب تقدير مكتب الإحصاء الياباني لعام 2012. تبلغ مساحة كوتشي 309.22 كم2. بكثافة سكانية تبلغ 1109 نسمة/كم2.

## المناخ
يظهر الجدول التالي التغييرات المناخية على مدار السنة لكوتشي:
| البيانات المناخية لـكوتشي                                                              | البيانات المناخية لـكوتشي | البيانات المناخية لـكوتشي | البيانات المناخية لـكوتشي | البيانات المناخية لـكوتشي | البيانات المناخية لـكوتشي | البيانات المناخية لـكوتشي | البيانات المناخية لـكوتشي | البيانات المناخية لـكوتشي | البيانات المناخية لـكوتشي | البيانات المناخية لـكوتشي | البيانات المناخية لـكوتشي | البيانات المناخية لـكوتشي | البيانات المناخية لـكوتشي |
| الشهر                                                                                  | يناير                     | فبراير                    | مارس                      | أبريل                     | مايو                      | يونيو                     | يوليو                     | أغسطس                     | سبتمبر                    | أكتوبر                    | نوفمبر                    | ديسمبر                    | المعدل السنوي             |
| -------------------------------------------------------------------------------------- | ------------------------- | ------------------------- | ------------------------- | ------------------------- | ------------------------- | ------------------------- | ------------------------- | ------------------------- | ------------------------- | ------------------------- | ------------------------- | ------------------------- | ------------------------- |
| الدرجة القصوى °م (°ف)                                                                  | 23.5 (74.3)               | 25.2 (77.4)               | 26.3 (79.3)               | 30.0 (86.0)               | 32.3 (90.1)               | 34.7 (94.5)               | 38.3 (100.9)              | 38.4 (101.1)              | 36.9 (98.4)               | 32.2 (90.0)               | 28.0 (82.4)               | 23.5 (74.3)               | 38.4 (101.1)              |
| متوسط درجة الحرارة الكبرى °م (°ف)                                                      | 11.9 (53.4)               | 12.9 (55.2)               | 15.9 (60.6)               | 20.8 (69.4)               | 24.4 (75.9)               | 27.0 (80.6)               | 30.7 (87.3)               | 31.9 (89.4)               | 29.3 (84.7)               | 24.5 (76.1)               | 19.3 (66.7)               | 14.3 (57.7)               | 21.9 (71.4)               |
| متوسط درجة الحرارة الصغرى °م (°ف)                                                      | 1.6 (34.9)                | 2.7 (36.9)                | 6.0 (42.8)                | 10.7 (51.3)               | 15.2 (59.4)               | 19.4 (66.9)               | 23.5 (74.3)               | 24.0 (75.2)               | 21.0 (69.8)               | 14.9 (58.8)               | 9.2 (48.6)                | 3.8 (38.8)                | 12.7 (54.8)               |
| أدنى درجة حرارة °م (°ف)                                                                | −7.6 (18.3)               | −7.9 (17.8)               | −6.5 (20.3)               | −0.9 (30.4)               | 3.8 (38.8)                | 9.1 (48.4)                | 14.6 (58.3)               | 15.9 (60.6)               | 10.0 (50.0)               | 2.5 (36.5)                | −1.9 (28.6)               | −6.6 (20.1)               | −7.9 (17.8)               |
| معدل هطول الأمطار مم (إنش)                                                             | 58.6 (2.31)               | 106.3 (4.19)              | 190.0 (7.48)              | 244.3 (9.62)              | 292.0 (11.50)             | 346.4 (13.64)             | 328.3 (12.93)             | 282.5 (11.12)             | 350.0 (13.78)             | 165.7 (6.52)              | 125.1 (4.93)              | 58.4 (2.30)               | 2٬547٫6 (100.32)          |
| متوسط الأيام الممطرة                                                                   | 13.1                      | 13.5                      | 16.5                      | 14.7                      | 15.9                      | 19.1                      | 20.1                      | 18.8                      | 18.5                      | 13.7                      | 12.0                      | 12.3                      | 188.2                     |
| متوسط الرطوبة النسبية (%)                                                              | 60                        | 59                        | 62                        | 64                        | 70                        | 77                        | 78                        | 75                        | 73                        | 68                        | 67                        | 63                        | 68                        |
| ساعات سطوع الشمس الشهرية                                                               | 188.4                     | 173.1                     | 184.1                     | 191.7                     | 185.6                     | 142.4                     | 175.7                     | 205.8                     | 162.0                     | 182.4                     | 170.3                     | 192.7                     | 2٬154٫2                   |
| المصدر #1: 平年値（年・月ごとの値）                                                    |                           |                           |                           |                           |                           |                           |                           |                           |                           |                           |                           |                           |                           |
| المصدر #2: 観測史上1～10位の値（年間を通じての値） Source #3: 平年値（年・月ごとの値） |                           |                           |                           |                           |                           |                           |                           |                           |                           |                           |                           |                           |                           |

## توأمة
لكوتشي (كوتشي) اتفاقيات توأمة مع كل من:
- سورابايا (17 أبريل 1997 - )[10]
- ووهو (19 أبريل 1985 - )[10]
- فريسنو (1965 - )[10]
- كيتامي (28 أبريل 1986 - )[10]
- كوتيا
- كوتشينغ

## أعلام
- ساتوشي ياماغوتشي
- تاكاشي يوكوياما